# Niewierowicze (obwód grodzieński)
Niewierowicze, Niewiarowicze (biał. Няверавічы; ros. Неверовичи) – wieś na Białorusi, w obwodzie grodzieńskim, w rejonie wołkowyskim, w sielsowiecie Krasne Sioło.
Dawniej wieś i chutor. W dwudziestoleciu międzywojennym leżały w Polsce, w województwie białostockim, w powiecie wołkowyskim, w gminie Piaski.
W okresie komunizmu tutejszych Polaków wywożono do Kazachskiej SRR. Zsyłki obejmujące całe rodziny miały miejsce jeszcze w 1951.